# 15-я бригада армейской авиации
15-я ордена Жукова бригада армейской авиации (15 браа, в/ч 44440) — тактическое соединение Армейской авиации Российской Федерации.
Соединение дислоцируется на аэродроме Веретье и находится в составе 6-й армии ВВС и ПВО.

## История
15-я бригада армейской авиации создана 4 апреля 2013 года на аэродроме Веретье — бывшем аэродроме морской авиации.

## Состав
В составе бригады по штату 4 эскадрильи и 1 звено, из которых 2 боевые эскадрильи, 1 транспортно-боевая и 1 транспортная. Авиазвено оснащается вертолётами Ми-26 для перевозки сверхтяжёлых грузов. Всего около ста вертолётов.